# Trompetenkonzert Es-Dur (Haydn)

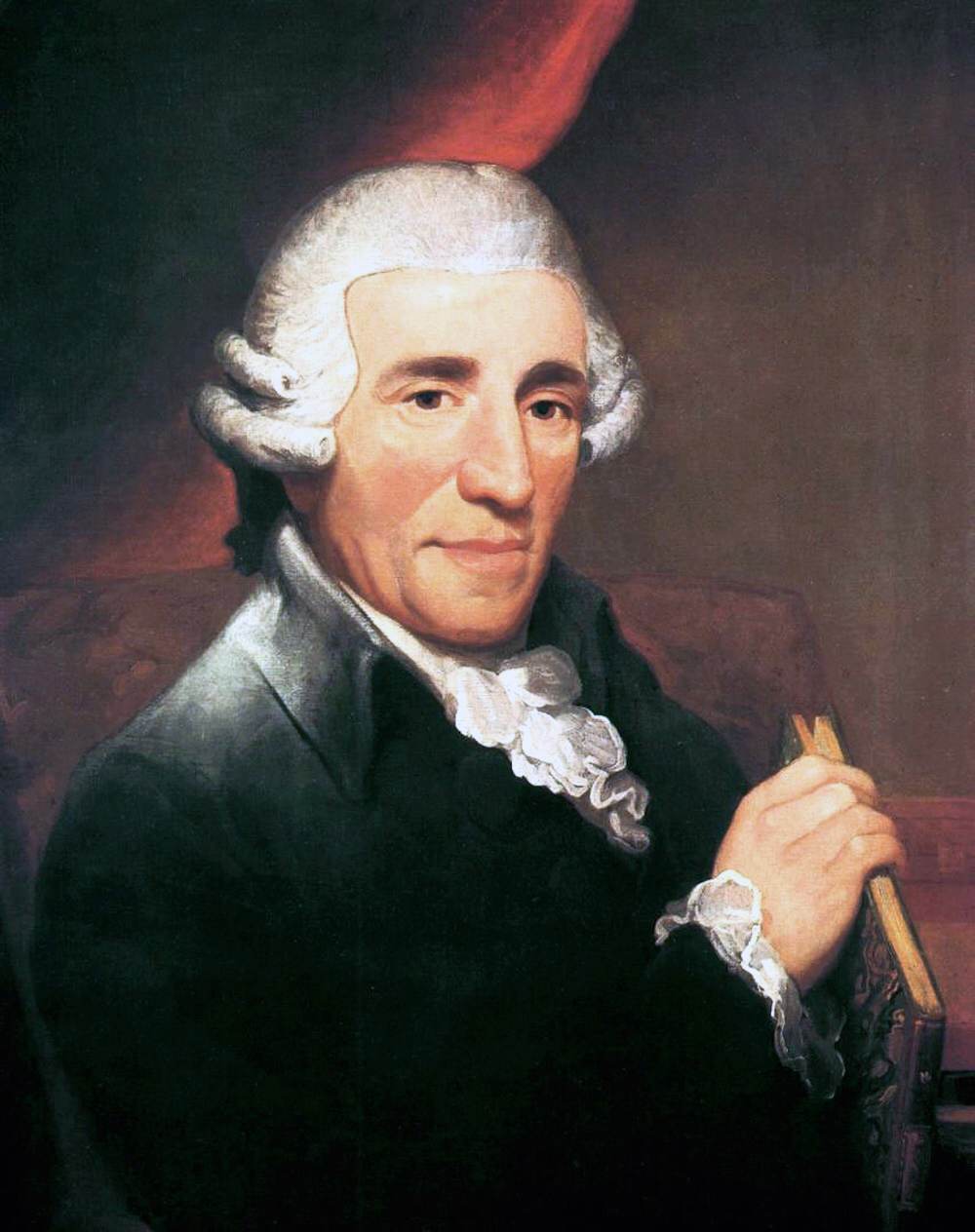
Franz Joseph Haydn (Gemälde von Thomas Hardy, 1792)

Das Konzert für Trompete und Orchester (Concerto per il Clarino) in Es-Dur, Hob.VIIe:1 komponierte Franz Joseph Haydn 1796 für die von Anton Weidinger erfundene Klappentrompete. Es war das erste Konzert für dieses neue Instrument und gilt bis heute als Standardwerk im Repertoire der Trompete. Der Tonumfang des Soloparts reicht vom b bis zum des3. Die Spieldauer beträgt circa 15 Minuten.

## Entstehung und Wirkung
Haydns Trompetenkonzert entstand 1796 nach der Rückkehr von seiner zweiten London-Reise in Wien. Auftraggeber war der Wiener Hoftrompeter Anton Weidinger, der während der 1790er Jahre gemeinsam mit dem deutschen Instrumentenbauer August Beyde (1789–1869) an der Entwicklung einer Klappentrompete, anfangs auch als „organisirte Trompete“ bezeichnet, arbeitete. Auf der damals üblichen Naturtrompete konnten nur die sogenannten Naturtöne geblasen werden. Im Gegensatz dazu hatte die neue Klappentrompete sieben durch Klappen verschließbare Tonlöcher, die es ermöglichten, auch chromatische Töne zu spielen. Diese Klappenmechanik scheint jedoch ebenso die Intonation als auch Klangqualität des Instruments beeinträchtigt zu haben, wie u. a. Felix Mendelssohn 1831 in einem Brief beklagt:
„Sie [Die Naturtrompete] hat eben einmal die chromatischen Töne nicht, und nun [bei der Klappentrompete] klingt’s wie ein Trompetencastrat, so matt und unnatürlich.“
Über derartige Beeinträchtigungen bei Weidingers Spiel sind allerdings keine Berichte überliefert. Um 1830 setzte die Entwicklung der modernen Ventiltrompete ein, bei der die Schallröhre mit Hilfe von Ventilen durch Zusatzbögen verlängert wird, so dass die Klangqualität der chromatischen Töne nicht beeinträchtigt wird. Das Haydnsche Trompetenkonzert, dessen Solopart auf der Naturtrompete nicht spielbar ist, trägt den Bedingungen der Klappentrompete sowohl in technischer als auch in klanglicher Hinsicht Rechnung, schöpft die neuen Möglichkeiten des Instruments jedoch bis an die Grenzen aus: Die Melodik bewegt sich bevorzugt in mittlerer, für das Instrument vorteilhafter Lage und nutzt hier auch alle chromatischen Töne. Das für die Trompete typische „Schmettern“, auf diesem Instrument schwer zu realisieren, wird kaum verlangt, der weichere Klang der Klappentrompete kommt dagegen, v. a. in den Moll-Passagen der Ecksätze sowie im Verlauf des Mittelsatzes (wo Haydn ins entfernte Ces-Dur ausweicht) bestens zur Geltung. Am 28. März 1800 wurde das Trompetenkonzert Es-Dur mit Anton Weidinger als Solisten im Wiener Burgtheater uraufgeführt. Dazu schrieb Weidinger folgende Ankündigung in der Wiener Zeitung: „Dem Unterzeichneten ist die Abhaltung einer großen musikalischen Akademie im hiesigen k. k. National Hoftheater auf den 28. März zugestanden. Seine eigentliche Absicht hierbey ist, die von ihm erfundene, und nach einer siebenjährigen, und kostspieligen Arbeit nunmehr, wie er sich schmeichelt, zur Vollkommenheit gediehene, und mit mehreren Klappen versehene organisirte Trompete, in einem von Hrn. Joseph Haydn, Doktor der Tonkunst, eigends auf dieses Instrument gesetzten Konzert […] zur öffentlichen Beurteilung erstmals ans Licht treten zu lassen.“ Einer Eintragung in Joseph Carl Rosenbaums Tagebuch zufolge blieb das Burgtheater bei diesem Konzert allerdings beinahe leer.
Einzige Quelle des Werks ist Haydns autographe Partitur (Wien, Gesellschaft der Musikfreunde, Archiv). Im Druck erschien das Werk 1949 (Boosey & Hawkes), jedoch in bearbeiteter Form. Die Originalfassung kam als Eulenburg-Taschenpartitur (1951), bei der Haydn-Mozart-Presse (1982) und in der Haydn-Gesamtausgabe (III/3, 1985) heraus.

## Musikalische Gestalt (Analyse)

### 1. Satz: Allegro
Es-Dur, 4/4-Takt, 173 Takte

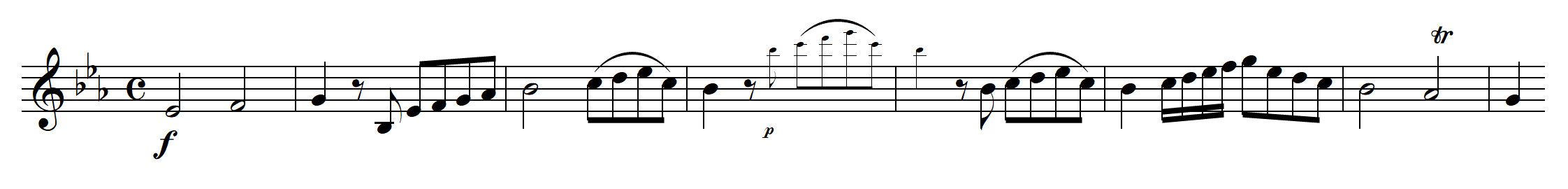
Hauptthema der Trompete (T. 37–44), 1. Satz

Der Kopfsatz steht in Sonatensatzform und ist, wie bei Haydn üblich, monothematisch angelegt. Entgegen allen Konventionen führt Haydn die Solotrompete hier jedoch „verfrüht“ (innerhalb der Orchesterexposition) und in „falscher“ Rolle (als Orchesterinstrument) ein: Beim ersten Einsatz in Takt 8 erklingt lediglich der Grundton es1, in den Takten 13–16 dann immerhin zwei signalartige Motive – jedoch alles im Rahmen der Naturtonreihe. Haydn, der zeitlebens für seinen ausgeprägten Humor bekannt war, überrascht bzw. enttäuscht hier seine Zuhörer, indem er die Trompete – entgegen Weidingers Ankündigungen – zunächst in ihre „alte“ Funktion zurückversetzt. Der Effekt der Überraschung, das Hauptthema in der späteren Soloexposition dann eine Oktave „zu tief“ vorstellen zu können, dürfte dadurch umso größer gewesen sein.
Die Orchesterexposition (T. 1–36) beginnt mit dem würdevoll-eleganten Hauptthema in der Grundtonart Es-Dur (8 Takte). Die Weiterführung des Hauptsatzes durch das Orchestertutti spielt zunächst mit einem zweimaligen Kontrast, nimmt in der Folge aber allmählich Überleitungscharakter an und endet in Takt 19 halbschlüssig. Im Seitensatz erscheint zwar eine kontrastierende Geste mit chromatisch absteigender Melodik (T. 20–24), jedoch verzichtet Haydn hier auf ein eigenständiges Seitenthema. Die Fortsetzung durch das Orchester mündet nahtlos in eine kadenzierende Schlussgruppe (T. 32–36) und endet normhaft in Es-Dur.
Zu Beginn der Soloexposition (T. 37–92) erklingt das Hauptthema nun in der Solotrompete. Haydn setzt das Instrument hier bewusst in der tiefen Prinzipal-Lage ein, wo schrittweise durchgängige Tonfolgen nur dank der neuen Klappenmechanik spielbar sind. Im weiteren Verlauf des Hauptsatzes erscheinen im Solopart dann in Takt. 47 erstmals auch chromatische Passagen. Die Überleitung (T. 52–59) weicht zunächst nach c-Moll aus, moduliert danach jedoch erwartungsgemäß auf die Doppeldominante, wo in Takt 60 der mehrteilige Seitensatz in der Dominanttonart B-Dur beginnt. Anstelle eines Seitenthemas führt Haydn diesmal ein formelhaftes Trillermotiv ein, das aber lediglich episodische Bedeutung hat. Die Weiterführung des Soloparts enthält zahlreiche chromatische Vorhalte und mündet in Takt 73 schließlich in die ursprüngliche Seitensatzgeste (vgl. T. 20ff) aus der Orchesterexposition. Die nachfolgende Passage kadenziert zunächst im Sinne einer Schlussgruppe normhaft in B-Dur, ehe sie in den Takten 87/88 überraschend nach c-Moll moduliert und mit einem Halbschluss endet.
Die Durchführung (T. 93–124) eröffnet mit dem Kopfmotiv des Hauptthemas in der Trompete, diesmal in der Paralleltonart c-Moll. In der Folge weicht Haydn sogleich nach As-Dur aus und moduliert via f-Moll wieder zurück in die Grundtonart Es-Dur. Im Rahmen einer längeren virtuosen Tonleiterpassage erreicht der Solopart hier das (für viele Spieler "berüchtigte") des3, den höchsten Ton des gesamten Werks, ehe die Stelle wenige Takte später in tiefster Lage mit einem b endet. Die anschließende Rückleitung (T. 114ff) verweilt weitestgehend auf der Dominante  von Es-Dur und mündet nach einem Varianttrugschluss in den Takten 118/119 in die Reprise.
Die Reprise (T. 125–173) in der Grundtonart Es-Dur beginnt wiederum mit dem Hauptthema in der Trompete, dieses erscheint nun aber geringfügig variiert (T. 130). Auch die dialogische Fortsetzung des Hauptsatzes ist verändert und führt in Takt 138 quasi unvermittelt in den Seitensatz, eine eigentliche Überleitung entfällt. Im Seitensatz bringt Haydn abermals nur formelhaftes Material, vertauscht jedoch kunstvoll die Einsatzfolge zwischen Solo und Orchester: Zunächst wird das Motiv der Trompete in den Takten 140/141 vom Orchester übernommen (1. Fagott, 2. Violine und Bratsche), danach dessen Variante im Orchester in den Takten 144/145 von der Trompete wiederholt. Im weiteren Verlauf kommt es nochmals zur Wiederaufnahme der ursprünglichen Seitensatzgeste (vgl. T. 20ff), ehe die nachfolgende Orchesterpassage zur obligaten Solokadenz (T. 168) weiterführt. Der Kopfsatz endet mit der ursprünglichen Schlussgruppe (vgl. T. 32ff).

### 2. Satz: Andante
As-Dur, 6/8-Takt, 50 Takte

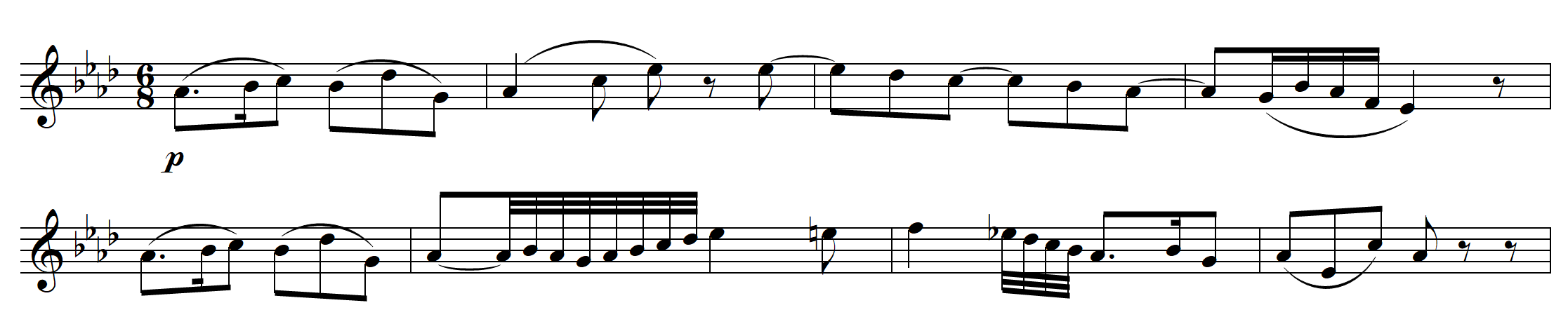
Hauptthema der Trompete (T. 9–16), 2. Satz

Im Mittelsatz kommen nicht nur die gesanglichen Möglichkeiten des Soloinstruments eindrucksvoll zur Geltung. Um zu demonstrieren, was Weidingers Klappentrompete vermochte, moduliert Haydn im Verlauf des Satzes sogar in die entfernte Region von Ces-Dur – eine bis anhin völlig ungebräuchliche Tonart.
Das Andante im wiegenden 6/8-Takt steht in der Subdominanttonart As-Dur. Es handelt sich dabei um eine zweiteilige Adagioform (nach Ratz) mit der Gliederung in A B A’ B’. Das kantable Hauptthema (8 Takte) ist periodisch gebaut und wird nach seiner Vorstellung durch die 1. Violinen und die Flöte von der Solotrompete übernommen. Der nachfolgende B-Teil (T. 17–26) weicht zunächst in die Varianttonart as-Moll aus, ehe Haydn nach einem Trugschluss in den Takten 21/22 überraschenderweise ins mediantische Ces-Dur moduliert. Eine kurze Rückleitung (T. 27–32) führt zunächst auf die Dominante von as-Moll, ehe das Hauptthema schließlich «harmonisch erfrischt» in As-Dur von der Trompete rekapituliert wird.
Die Reprise (T. 33–50) ist, wie bei Haydn üblich, in vielerlei Hinsicht verändert: Der A-Teil (T. 33–40) verzichtet – im Gegensatz zur Exposition – auf eine Wiederholung des Hauptthemas, jedoch wird der Nachsatz in der Solotrompete melodisch variiert und zum as2 erweitert (T. 38). Auch der B-Teil (T. 41–48) ist verkürzt und erscheint nun harmonisch eingerichtet in der Grundtonart As-Dur, ehe der Satz nach einer zweitaktigen Coda friedvoll ausklingt.

### 3. Satz: Allegro
Es-Dur, 2/4-Takt, 297 Takte

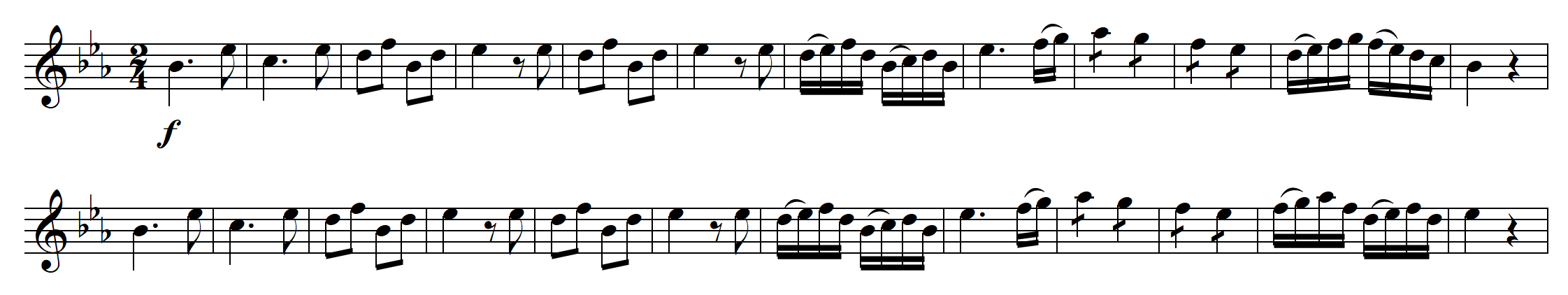
(vollständiges) Hauptthema der Trompete (T. 45–68), 3. Satz

Beim Finale handelt es sich um ein sogenanntes Sonatenrondo – das für Schlusssätze übliche Rondoprinzip wird hier also mit der Sonatensatzform kombiniert. Bemerkenswert ist auch Haydns kompositorischer Umgang mit dem Hauptthema: Das eigentlich 24 Takte umfassende, periodisch gebaute Es-Dur-Thema erklingt im Verlauf des dritten Satzes nämlich nur ein einziges Mal in voller Länge (T. 45–68), ansonsten verwendet Haydn entweder den Vordersatz, den Nachsatz oder lediglich Fragmente des Themas (Kopfmotiv).
Die Orchesterexposition (T. 1–44) beginnt mit dem tänzerischen Hauptthema in Es-Dur. Nach dem Vordersatz in den Streichern (piano) würde man nun eigentlich einen Nachsatz erwarten. Das Orchestertutti nimmt den Themenanfang zwar erwartungsgemäß (forte) auf, spinnt ihn jedoch – im Sinne einer angegangenen Wiederholung – nahtlos fort und leitet direkt in den Seitensatz (T. 27ff), das 1. Couplet, über. Das Seitenthema wirkt – wie schon im 1. Satz – eher formelhaft und wird sogleich in eine kadenzierende Schlussgruppe (T. 39–44) weitergeführt.
Die Soloexposition (T. 45–142) eröffnet in Takt 45 mit der Solotrompete. Das Hauptthema in Es-Dur erscheint hier erst- und letztmals in seiner vollständigen Gestalt. Die nachfolgende Überleitung in den Streichern moduliert auf die Doppeldominante, wo, nach einem gedehnten Auftakt im Solopart, schließlich das 1. Couplet in der Dominanttonart B-Dur einsetzt. Der Seitensatz (T. 80–116) ist – im Vergleich zur Orchesterexposition – formal erweitert und zu einem mehrteiligen Themenkomplex ergänzt. Die nachfolgende Rückleitung (T. 120–124) verzichtet auf eine eigentliche Modulation und stoppt stattdessen mittels Fermate kurzerhand auf dem Dominantseptakkord, ehe es in Takt 125 zur Rekapitulation des Hauptthemas in Es-Dur durch die Solotrompete kommt. Bei diesem Refrain verwendet Haydn jedoch nur den Vordersatz des Themas, die Fortsetzung im Orchester erscheint verkürzt, moduliert überraschend nach As-Dur und mündet direkt in die Durchführung (2. Couplet).
Die Durchführung (T. 142–180) beginnt wiederum mit dem Hauptthema in der Trompete, diesmal jedoch in der Subdominanttonart As-Dur. Haydn verwendet diesmal nur das Kopfmotiv des Themas und weicht sogleich nach f-Moll aus. Im weiteren Verlauf des 2. Couplets erscheinen im Solopart Seufzer- sowie sequenzierte Fanfarenmotive, ehe die Rückleitung (T. 168ff) zunächst auf der Dominante der Paralleltonart c-Moll (statt Es-Dur) verweilt, was Haydn dann aber kurz vor Eintritt der Reprise noch korrigiert, so dass der folgende Refrain wieder regelhaft in Es-Dur einsetzt.
Auch die Reprise (T. 181–297) in der Grundtonart Es-Dur steckt voller Überraschungen: Als Hauptsatz verwendet Haydn diesmal nur den Nachsatz des Hauptthemas und instrumentiert ihn erstmals als Duett der Trompete mit dem Fagott. Im Rahmen der Überleitung kombiniert er dann Material aus beiden Expositionen (vgl. T. 24–28 sowie T. 68–71) und ergänzt den Solopart bei der Wiederaufnahme des 1. Couplets (T. 200ff) durch Dreiklangsfiguren, Oktavsprünge, Fanfarenmotive sowie eine chromatische Line im tiefen Register. Im letzten Refrain (T. 238ff) erklingt nur noch das Kopfmotiv des Hauptthemas, dessen lineare Weiterführung durch das Orchester wird mit Synkopen angereichert und mündet nach einer absteigenden Trillerkette in den Takten 255/256 unvermittelt in einen Trugschluss (mit rückwirkender Zwischenharmonie). Hier kippt die ansonsten heitere Grundstimmung des Satzes unvermittelt ins Dramatische: donnernde Pauken, aufgeregte Streichertremoli, dissonante Bläserakkorde mit abstürzenden Akkordbrechungen in den 1. Violinen sowie scharfe dynamische Kontraste auf engstem Raum – Haydn verlangt hier erstmals ein Fortissimo (T. 256) sowie ein Pianissimo (T. 266) – führen nach einer elliptischen Es-Dur-Kadenz mit Fanfarenmotiven im Solopart in eine zweitaktige Generalpause (anstelle der ansonsten üblichen Solokadenz). Die abschließende Coda (T. 282–297) wirkt gelöst: Letztmals setzt die Solotrompete mit dem Kopfmotiv des Hauptthemas ein, nun jedoch mit veränderter Begleitung sowie mit durch Zwischenfunktionen angereicherter Harmonik. Ferner schreibt Haydn in der Trompetenstimme ein für die damalige Zeit seltenes Mezzoforte vor, ehe der Satz nach einer fulminanten Steigerung gemeinsam mit dem Orchester endet.

## Besetzung
Trompete solo (in Es), 2 Flöten, 2 Oboen, 2 Fagotte, 2 Hörner (in Es), 2 Trompeten (in Es), Pauken (in Es und B) und Streicher: Violine 1 & 2, Bratsche, Violoncello, Kontrabass
Im 2. Satz sind die 2. Flöte, das 2. Fagott sowie die Hörner, Trompeten und Pauken tacet.

## Stellenwert im Gesamtwerk Haydns
Haydns Konzert für Trompete und Orchester ist sein bedeutendstes Konzert für ein Blasinstrument und gleichzeitig sein letztes konzertantes Werk überhaupt. Das ursprünglich ihm zugeschriebene Oboenkonzert Hob. VIIg:C1 wurde nachweislich nicht von ihm komponiert, und von den beiden Hornkonzerten, die in ihrer Substanz nicht an die Gattungsbeiträge Mozarts herankommen, ist das zweite höchstwahrscheinlich ebenfalls nicht von ihm.
Das Trompetenkonzert in Es-Dur unterscheidet sich wesentlich von den bis anhin verbreiteten barocken Trompetenkonzerten, die allgemein noch der Kunst des Clarinblasens verpflichtet waren. Es hat insofern symphonischen Charakter, als das Soloinstrument in das für die damalige Zeit relativ groß besetzte Orchester integriert ist, und dennoch nichts an Virtuosität einbüßt, denn Solopart und Orchester kommunizieren nahezu gleichberechtigt.
1803 hat auch Johann Nepomuk Hummel – Haydns Nachfolger als Hofkapellmeister beim Fürsten Esterházy – im Auftrag von Weidinger ein Concerto a tromba pincipale in E-Dur für die Klappentrompete komponiert. Dieses wird heutzutage oft in Es-Dur aufgeführt und zählt gemeinsam mit dem berühmte(re)n Haydn-Konzert zu den meistgespielten Werken im Repertoire der Trompete.